# 陈书平
陈书平（1969年10月—），男，汉族，中华人民共和国政治人物，在职硕士，中国共产党党员。现任四川省人民政府副省长、秘书长、党组成员，省政府办公厅党组书记。

## 生平
长期在四川省内工作，曾任四川省财政厅副厅长、党组成员，省政府副秘书长、办公厅党组成员，省交通运输厅党组成员、省政府办公厅党副书记等职务。2022年7月，升任省财政厅党组书记、厅长，2025年3月任四川省政府党组成员、省政府办公厅党组书记。
2025年7月升任副部级，任四川省人民政府副省长。